# Contes d'hiver
Ne doit pas être confondu avec Conte d'hiver.

Les Contes d'hiver (titre original en danois : Vinter-Eventyr) ont été écrits en 1942 par Karen Blixen (1885-1962), écrivain danois du XXe siècle. Comme le titre de l'œuvre le suggère, il s'agit d'un recueil de contes, au nombre de onze.
En 2006, le ministère de la Culture du Danemark a ajouté l'œuvre aux Kulturkanonen (Canons de la culture danoise), ensemble d'œuvres, dans le domaine de la littérature, de la peinture, du cinéma, de l'architecture ou de la musique, représentatif du patrimoine culturel danois.